# Grönticka
Grönticka (Albatrellus cristatus) är en svampart som först beskrevs av Jakob Christan Schaeffer, och fick sitt nu gällande namn av Kotl. & Pouzar 1957. Grönticka ingår i släktet Albatrellus och familjen Albatrellaceae.  Arten är reproducerande i Sverige. Inga underarter finns listade i Catalogue of Life.

## Källor

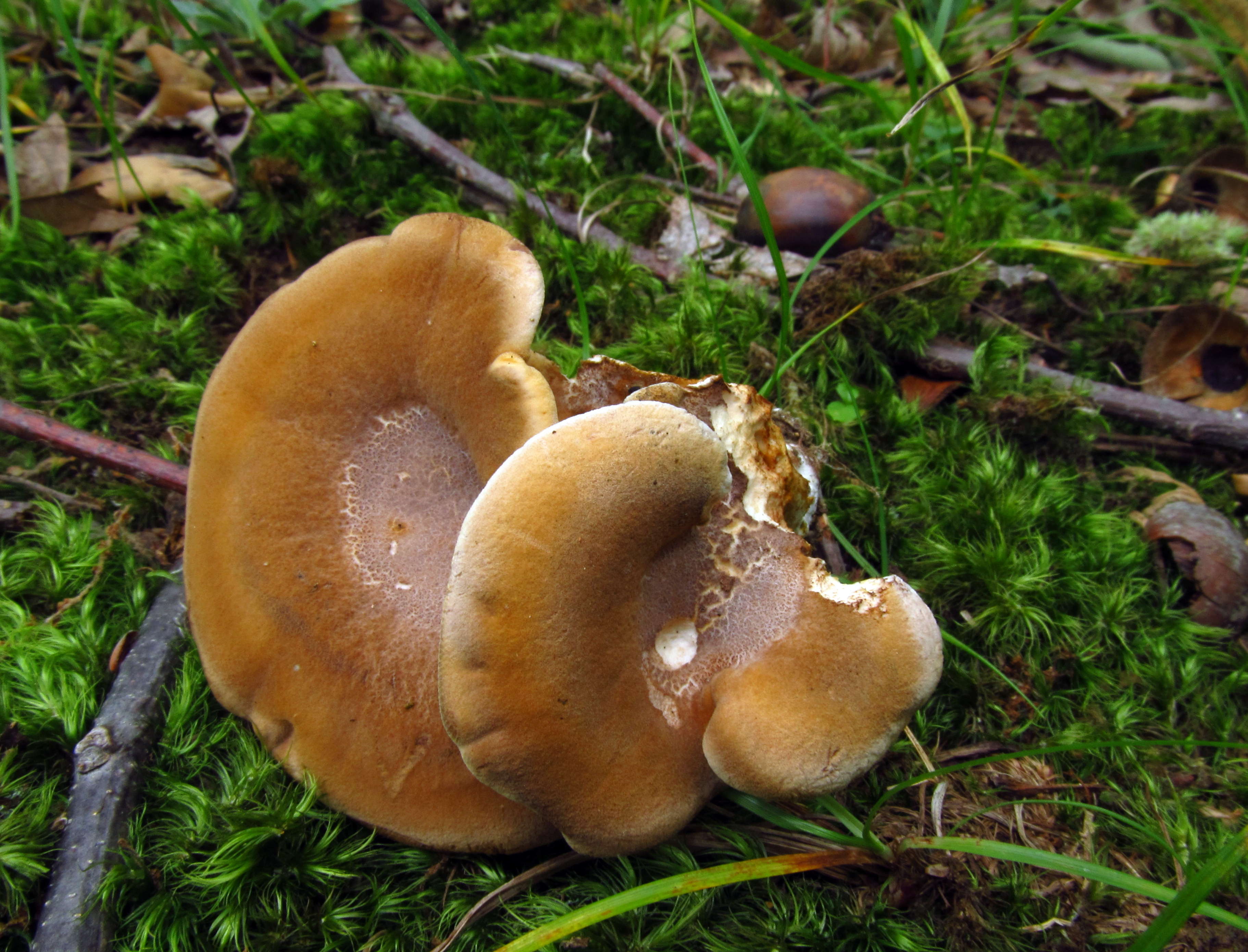
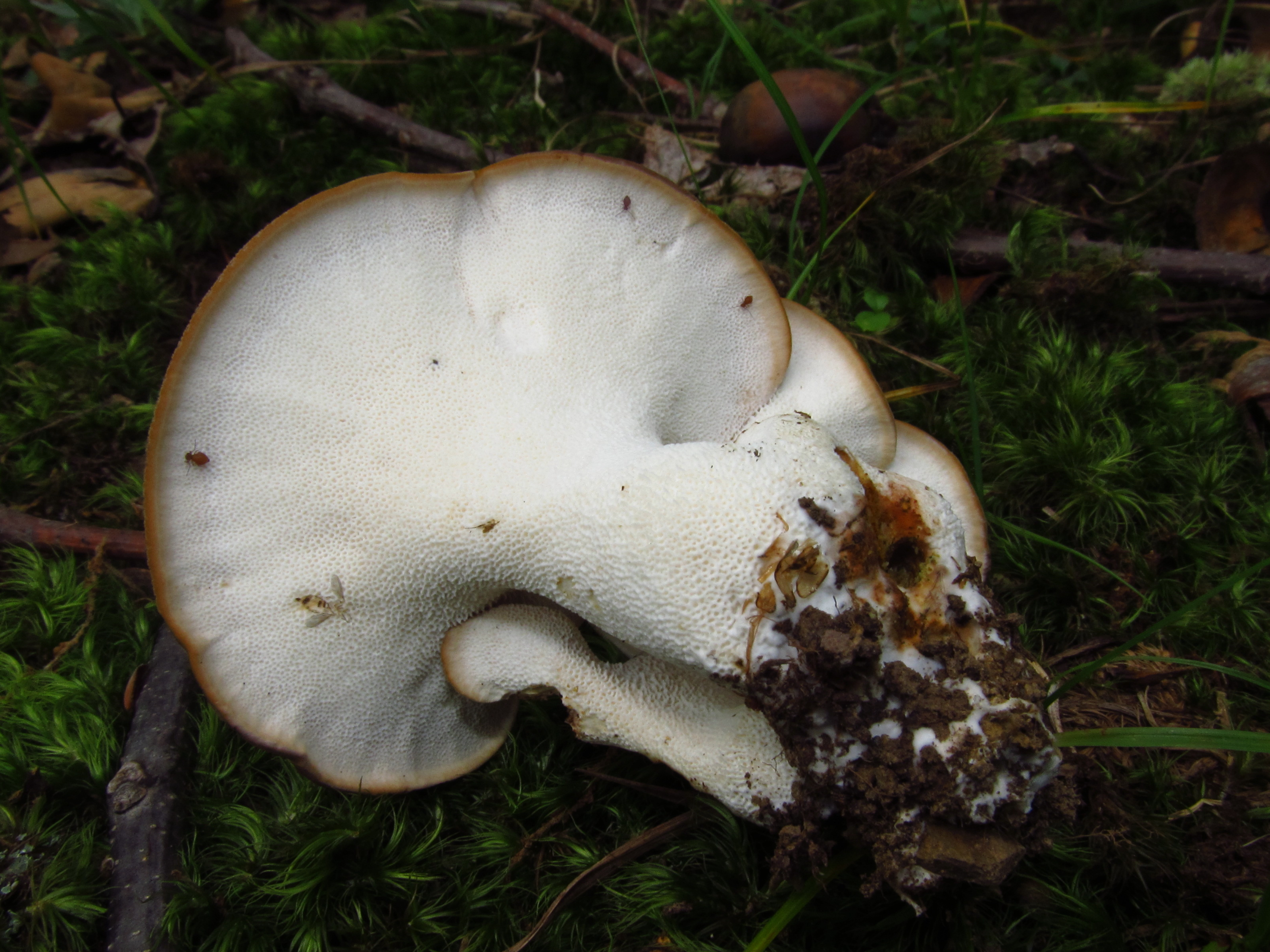
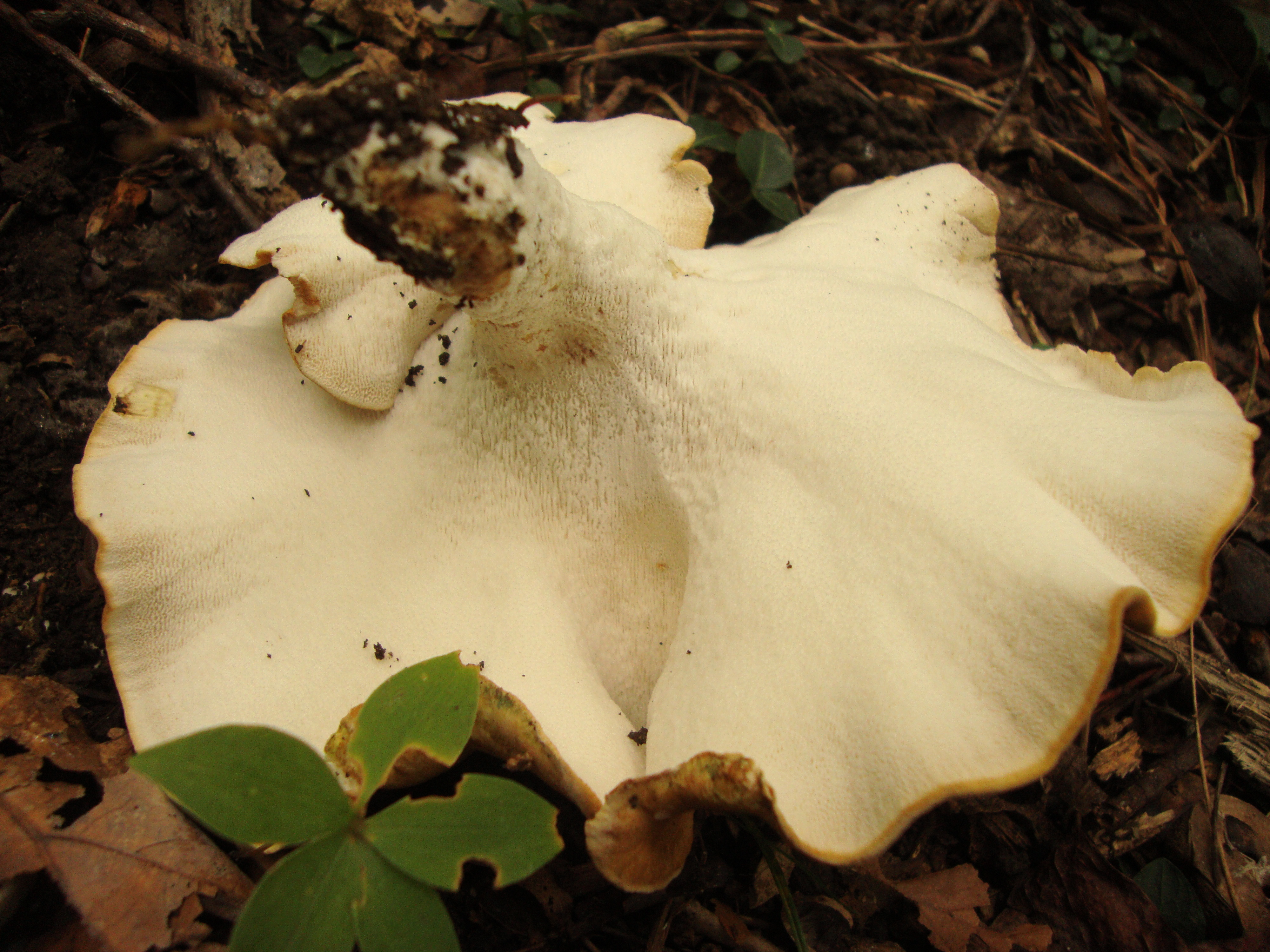
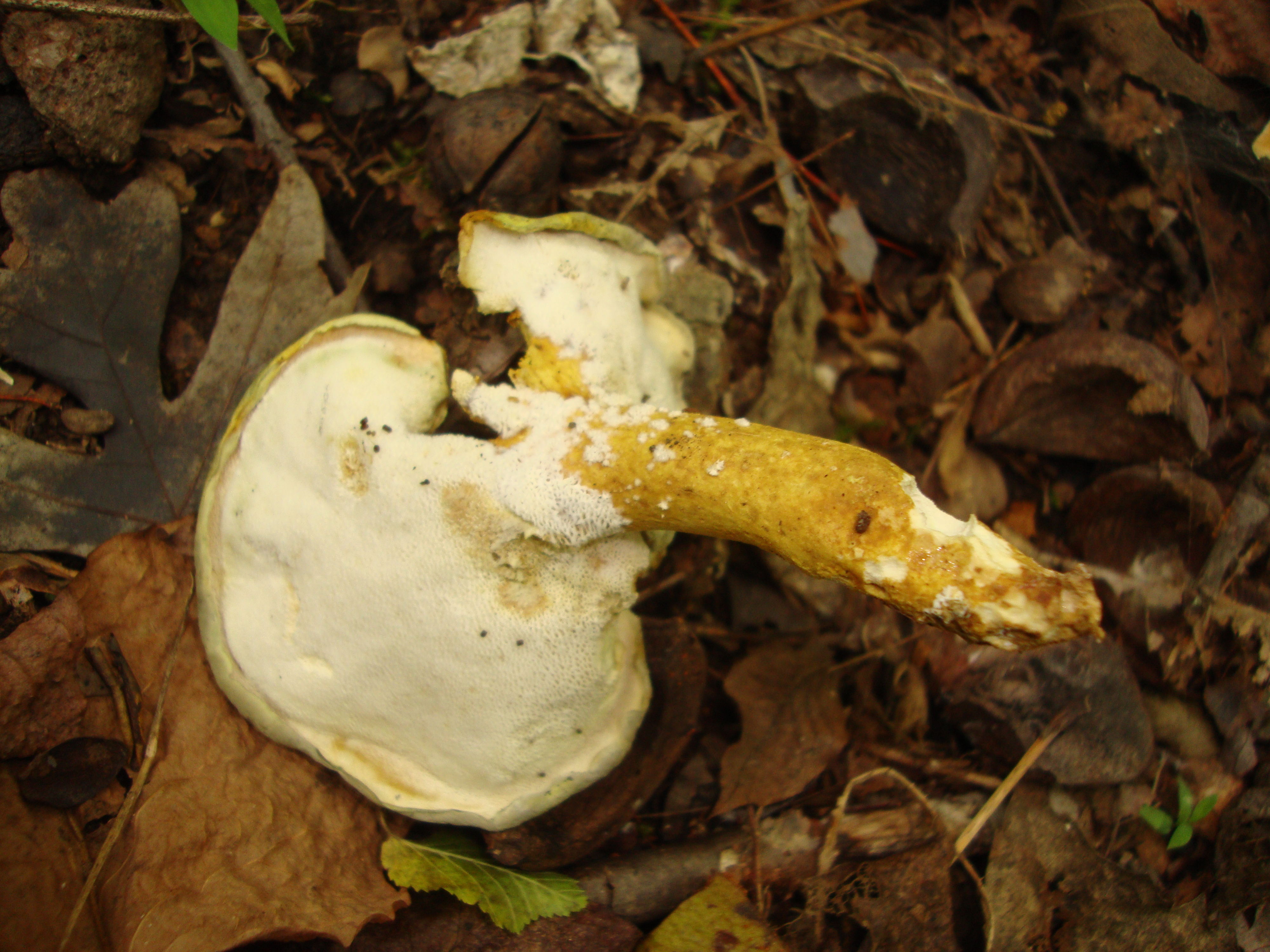